# Xiao Zhuang Wen

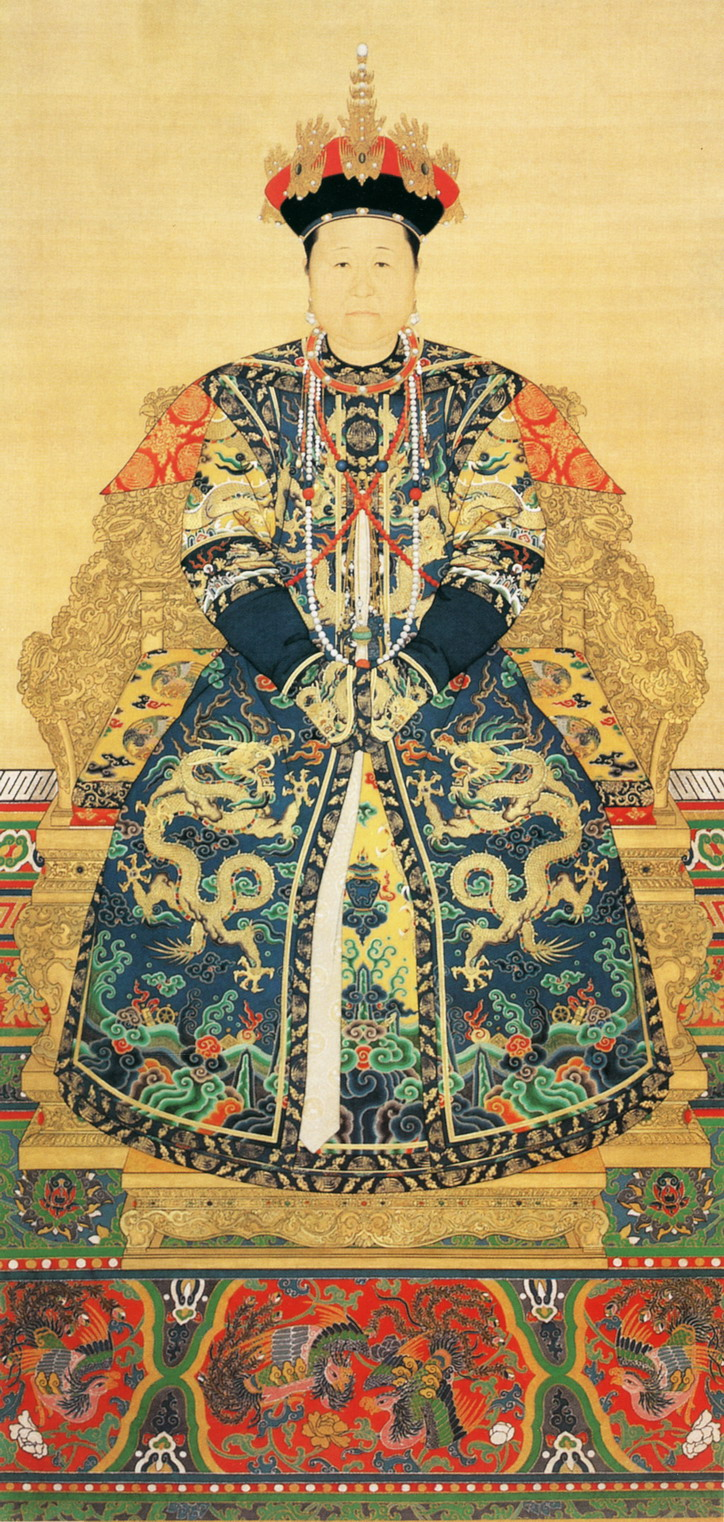
Xiao Zhuang Wen

Xiao Zhuang Wen (Chinees: 孝莊文皇后) (28 maart 1613 – Verboden Stad, 27 januari 1688) was de belangrijkste vrouw van Hong Taiji. Hong Taiji had in 1636 zijn dynastie als de Qing-dynastie hernoemd. Hij was zelf de eerste keizer daarvan.Het jaar daarvoor had hij zijn onderdanen de naam Mantsjoes gegeven. Zij was de moeder van keizer Shunzhi en grootmoeder van de glorieuze keizer Kangxi.

## Biografie
Keizerin Xiao Zhuang Wens privénaam was Bumbutai. Bumbutai behoorde tot de Mongoolse Borjigit-stam en was de dochter van prins Jaisang. Haar familieleden waren nakomelingen van een broer van Djenghis Khan. Zij werd geboren in het 41ste regeringsjaar van de Ming-keizer Wanli en leefde van 1613 tot 1688. In 1625 werd zij door haar broer naar Moekden (Shenyang) gebracht waar zij Hong Taiji huwde. In 1612 werd haar tante (Jere, keizerin Xiao Duan Wen (1599 - 1646)) ook aan Hong Taiji uitgehuwelijkt. 
In 1626 overleed haar schoonvader Nurhaci en werd Hongtaiji keizer van de Latere Jin dynastie. Bumbutai bleef tijdens deze periode een bijvrouw van lage rang zonder titel. Zij schonk het leven aan drie dochters en een zoon. In 1636 veranderde Hong Taiji de dynastienaam van Later Jin naar Qing. Hong Taiji gaf vijf van zijn vrouwen een titel. Bumbutais tante werd keizerin, haar zus Hairanju Gemalin Xuan en Bumbutai gemalin Zhuang. Haar zoon volgde zijn vader op als keizer Shunzhi in 1643 na diens dood. In het jaar daarna werd de Ming-dynastie verslagen en vestigden de Mantsjoes - inmiddels de Qing-dynastie - zich in de Verboden Stad in Peking. Bumbutai verhuisde samen met het keizerlijke huishouden van Moekden naar Peking. Omdat keizer Shunzhi nog jong was, werd zijn oom Dorgon als mederegent aangewezen. Bumbutai hield zich meer bezig met het keizerlijke hof en niet met politiek. 
In 1652 huwde zij haar nicht aan haar zoon uit. Dit was geen gelukkig huwelijk en keizer Shunzhi degradeerde zijn keizerin nog geen twee jaar later. Reden voor de scheiding was onder de ministers nooit echt duidelijk geweest. Zijn volgende keizerin was tevens een familielid en het huwelijk was weer niet goed. Shunzhi had inmiddels al een slechte relatie met familieleden aan moeders kant. In 1661 overleed Shunzhi op jonge leeftijd en werd hij opgevolgd door zijn derde zoon Xuanye die de regeringstitel Kangxi aannam. Als oma van de nieuwe keizer werd zij vereerd met de titel grootkeizerin-weduwe. Tijdens de jonge jaren van de Kangxi-keizer had zij geholpen om van Oboi af te komen. Oboi was een corrupte minister die misbruik maakte van zijn macht. Hij werd door Shunzhi aangesteld om samen met drie andere ministers de jonge keizer Kangxi te helpen met regeren. In 1663 overleed Kangxi's moeder op 23-jarige leeftijd. Hierna bracht Bumbutai haar kleinzoon op de troon.
Bumbutai bleef tijdens de regeringsperiode van haar kleinzoon een grote steun voor hem. Zij overleed in 1688 tijdens het 27ste regeringsjaar van keizer Kangxi. Zij werd begraven in het westelijke Zhaoling-mausoleum. Na haar dood werd zij verheven tot keizerin met de titels Xiao Zhuang Wen. Als gemalin van Hong Taiji zou zij eigenlijk begraven moeten worden bij hem in Shenyang. De reden waarom dit niet is gebeurd, staat niet vast. Vele verhalen doen de ronde waarom zij begraven is tussen de oostelijke Qing-graven. 

## Relatie met Dorgon
Er zijn historisch relevante aanwijzingen, dat Bumbutai na de dood van haar man een relatie zou hebben gehad met Dorgon en in het geheim met hem zou zijn getrouwd. Dorgon had tijdens zijn regentschap een beleid gevoerd dat in de ogen van andere facties in de elite van de Mantsjoes had geleid tot een acceptatie van Chinese wijzen van besturen en de incorporatie van te veel Han-Chinezen op de hoogste posten. Na de dood van Dorgon werd Jirgalang tot 1653 regent voor Shunzhi. Jirgalang trachtte de maatregelen van Dorgon ongedaan te maken. 
In die context werd aan Shunzhi een dossier voorgelegd, dat Dorgon van misbruik van macht beschuldigde. Shunzhi had een zeer slechte relatie met Dorgon en ging akkoord met het postuum ontnemen van alle verleende eerbewijzen en titels aan Dorgon. Xiao Zhuang Wen had grote invloed in de eerste jaren van de regeerperiode van haar kleinzoon Kangxi. Dorgon werd door Kangxi gerehabiliteerd  en in de poging van Qianlong tot versterking van een Mantsjoe-identiteit in de achttiende eeuw zelfs bewierookt.

## Familie en kinderen
- Prinses Yatu
- Prinses Atu (1631 - 1700).
- Prinses Shuji
- Prins Fulin, keizer Shunzhi (1638 - 1661).